# 林幸宏
林 幸宏（はやし さちひろ、1965年〈昭和40年〉3月28日 - ）は、日本の経済企画・内閣府官僚。

## 来歴
群馬県出身。1988年（昭和63年）、京都大学農学部を卒業し、経済企画庁に入庁。経済企画庁総合計画局計画官（計量分析一般担当）、内閣府大臣官房企画調整課課長補佐（総括担当）、同総務課総括課長補佐、竹中平蔵国務大臣秘書官事務取扱、内閣官房郵政民営化準備室企画官、在アメリカ合衆国日本国大使館参事官、内閣官房国家戦略室参事官、内閣府大臣官房参事官（政府広報室担当）、内閣府大臣官房審議官（経済社会システム担当）などを歴任。2012年（平成24年）からは内閣官房長官秘書官を務め、当時の菅義偉内閣官房長官を支えた。
2020年（令和2年）8月1日、内閣府政策統括官（経済財政運営担当）に就任。
2022年（令和4年）6月28日、内閣府政策統括官（経済社会システム担当）に就任。
2024年（令和6年）7月5日、内閣府審議官に就任。